# Frieda Hartmann
Frieda Hartmann (* 1. April 1893 auf dem Schlatt oberhalb Neu St. Johann; † 28. Juli 1986 in Ebnat-Kappel) war eine Schweizer Schriftstellerin aus dem Toggenburg.

## Leben
Frieda Hartmann-Scherrer wuchs als dreizehntes von fünfzehn Kindern einer Toggenburger Bergbauernfamilie auf. Schon als Kind arbeitete sie auf dem elterlichen Hof mit, dann in einem Stickereibetrieb und als Dienstmädchen.
1922 heiratete Frieda den Bauernsohn Heinrich Hartmann. Auf einem Bauerngut in Brunau (Thurgau) gingen sie Konkurs und liessen sich schliesslich in Blomberg bei Ebnat-Kappel im Toggenburg nieder. Heinrich wurde einer der letzten Schindelmacher der Gegend.
Frieda, Mutter von drei Kindern, arbeitete als Näherin und schrieb nachts Kurzgeschichten, Romane und Theaterstücke. Ihre Romane und Erzählungen sind Zeitzeugnisse des Lebens der Menschen im Toggenburg in der Mitte des 20. Jahrhunderts. Sie erzählen vom Los der Kleinbauern, vom Schicksal unehelicher Kinder, von der gesellschaftlichen Ächtung des gescheiterten Bauern.
Frieda Hartmanns Werke waren erfolgreich, insbesondere der autobiografisch gefärbte Entwicklungsroman einer jungen Toggenburgerin «Lydia» und ihre Jugenderinnerungen «Mein Bruder Rosemann».

## Werke
- Lydia. Roman. Verlag Feuz, Bern 1938.
- Bauer ohne Land. Roman. Verlag Feuz, Bern 1948.
- Silberfüchsin Renate. Kindergeschichte. Loewes Verlag, Stuttgart 1954. Zeichnungen von Wilhelm Eigener.
- Mein Bruder Rosenmann. Jugenderinnerungen. Toggenburger Verlag, Wattwil 1966.
- Lydia. Erzählungen und Romane aus dem Toggenburg. Neuausgabe, Sammelband. Mit einem Nachwort von Hansruedi Kugler. Toggenburger Verlag, Wattwil 2007.